# Relicina subabstrusa
Relicina subabstrusa är en lavart som först beskrevs av Vilmos Kőfaragó-Gyelnik och som fick sitt nu gällande namn av Mason Ellsworth Hale. 
Relicina subabstrusa ingår i släktet Relicina och familjen Parmeliaceae. Inga underarter finns listade i Catalogue of Life.